# Жарко Шарић
Жарко Шарић (Ножичко, општина Србац, 22. фебруара 1944) српски и босанско-херцеговачки је књижевник и уредник. Шарић члан Удружења књижевника Републике Српске, Удружења књижевника Србије, Матице српске и културни активиста.
Прво књижеевно дело објавио је 1996. године, књигу прозе „Претежно добри људи“, о свом завичају и генерацији из „четрдесет и неке“. До сада је аутор романа „Рат у Липорашћу“, „Квареж нарави“ и „Шашава школа“, књигу прича за децу и омладину „Сладолед на асфалту“, приповетке за одрасле „Црни коњи“, као и књигу сатиричних прича под насловом „Демократија за почетнике“. Највећи део радног века провео је у новинарству. Био је дописник разних листова, радија и телевизије, али и новинар и уредник.

## Живот
Жарко Шарић је рођен 22. фебруара 1944, у селу Ножичком, у општини Србац, у Републици Српској . У младости је волео да проводи време на обалама река и језера, о својим доживљајима је смишљао како да приповеда другима, посебно младима. Завршио је српскохрватски језик и књижевност, студијска група српски језик и историја, на Педагошкој академији у Петрињи, у Хрватској.
Своје прво књижевно дело објавио је 1996. године, књигу прозе „Претежно добри људи“ о свом завичају и генерацији „из четрдесет и неке“.
Највећи дио радног века провео у новинарству, био новинар, уредник и директор. За то време исписао је више стотина наслова у магазинима и часописима, такође припремајући и телевизијске емисије.
Уређивао је и приређивао за штампу рукописе једног броја аутора, рецензент и уредник више књига, међу којима: „30 година Радио-Српца“, „80 година здравства у Српцу“ и „Србачка бригада у отаџбинском рату“. Био је уредник листа „Мотајички борац“ и часописа за екологију „Екозов“. Био аниматор и организатор бројних културних догађаја, покретач песничких сусрета у оквиру СПКД „Просвјета“ и уредник часописа „Сусретања“. Сарадник је у редакцији за припрему Енциклопедије Републике Српске.
Члан је Удружења књижевника Републике Српске, Удружења књижевника Србије и Матице српске. За свој рад добио је више признања, међу којима и Повељу општине Србац.

## Књижевни рад
У књижевности се јавио 1996. године књигом прозе „Претежно добри људи“ о свом завичају и генерацији „из четрдесет и неке“. Објавио десет књига: „Претежно добри људи“, проза о пишчевом завичају и генерацији из „четрдесет и неке“; „Рат у Липорашћу“, антиратни роман за који је добио награду Фондације „Драгојло Дудић“ Београд; „Сладолед на асфалту“, приче за децу и омладину, од којих су неке објављене у листу „Политика“ и дечјим часописима; „Црни коњи“, приповетке, коју је проф. др Воја Марјановић из Београда уврстио у своју књигу огледа „Да или не“; „Шашава школа“, роман за децу и омладину, штампан средствима Министарства просвјете и културе Републике Српске, уврштен у необавезну лектиру у појединим школама у Републици Српској; „Демократија за почетнике“, сатиричне приче, награда КУД „Петар Кочић“ Челарево; „Квареж нарави“, роман са савременом тематиком; „Збогом, гварнери“, роман, награда за најбољу књигу прозе на конкурсу Фондације „Фра Грго Мартић“ Крешево 2009. године; „Камен и ријеч“, есеји; „Маршалова слика“, роман у коме је по први пут у Републици Српској литерарно уобличена тематика Голог отока, штампан средствима Министарства просвјете и културе Републике Српске.

## Дела
- Претежно добри људи, књига прозе, 1996.
- Рат у Липорашћу, антиратни роман, 2000.
- Сладолед на асфалту, приче за децу и омладину, 2001.
- Црни коњи, приповетке, 2004.
- Шашава школа, роман за децу и омладину, 2005.
- Демократија за почетнике, сатиричне приче, 2007.
- Квареж нарави, роман савремене тематике, 2008.
- Збогом, гварнери, роман, 2010.
- Камен и ријеч, есеји 2010.
- Маршалова слика, роман са тематиком Голог отока, 2013.
- Жива Читанка, дјечији роман, 2017.
- Бијела мама, роман, 2019.
- Баш се лијепо ратовало, роман, 2021.